# Hama (provins)

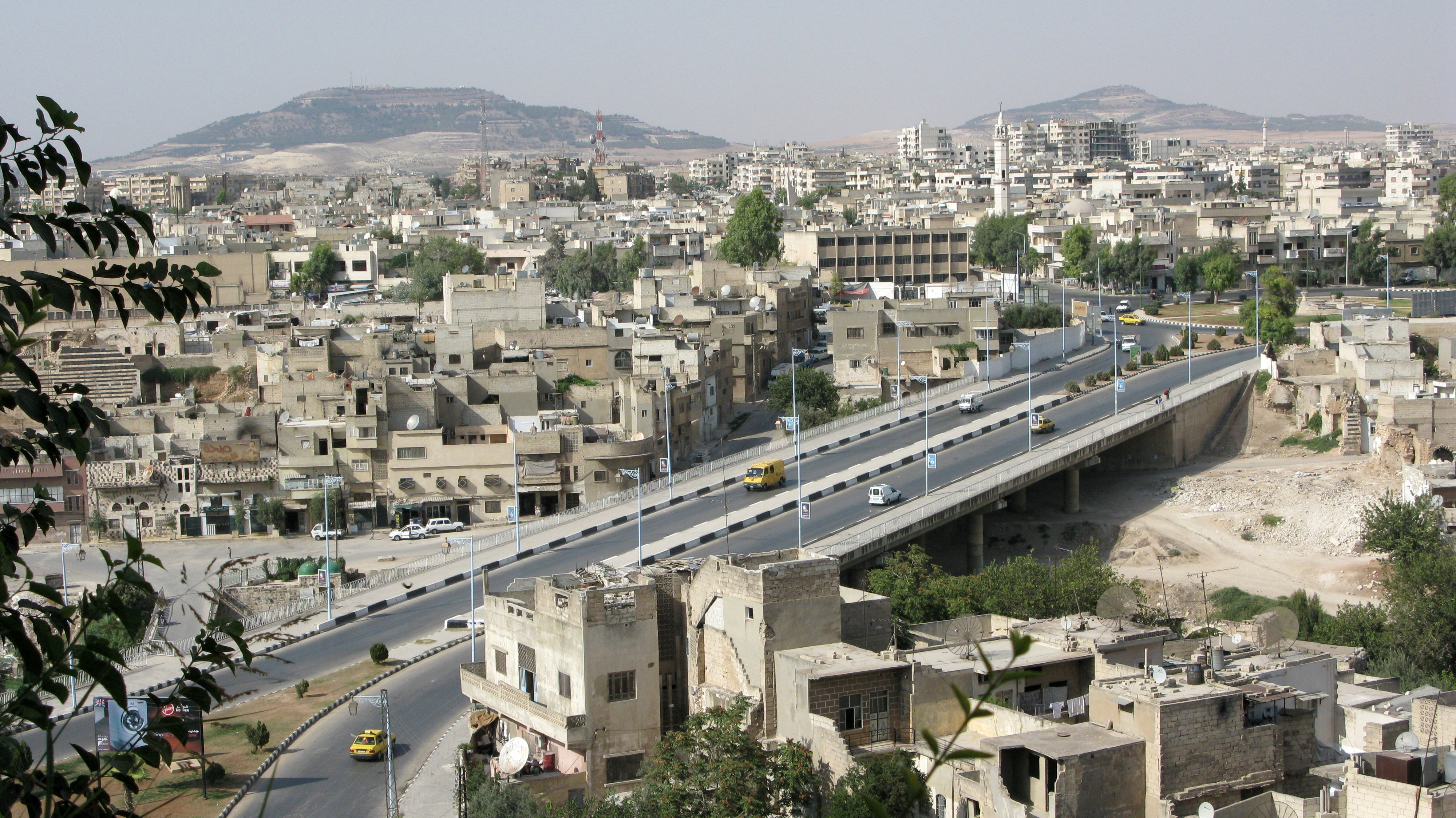
Huvudorten Hama, 2008.

Hama (arabiska: حماة) är en provins i västra Syrien. Befolkningen uppgick till 1 524 000 invånare i slutet av 2008, på en yta av 10 163 kvadratkilometer. Den administrativa huvudorten är Hama. De största städerna är Hama och as-Salamiyya. 

## Administrativ indelning
Provinsen är indelad i fem distrikt, mintaqa:
- Hama
- Masyaf
- Maharda
- as-Salamiyya
- as-Suqaylabiyya